# Urquía
Este artículo trata del apellido Urquía, para otros usos véase: Urquía (desambiguación)
Urquía es un apellido patronímico español de origen vasco que aparece en primer plano en los lugares de: Itsasondo y en Araotz (Oñate) todos en Guipúzcoa, en cuyos barrios los Urkia (Urquía) radican los caseríos Urki Errota, Urkigoena y Urkigoena Azpi.

## Significado
El significado de: Urquía es abedul o “Lugar de abedules” descomponiéndose de la siguiente forma: (urki significa: abedul (que es un árbol) y de art o sufijo que denota localidad y –a simplificado del: aga) o (betula spp) y el artículo -a. 

## Variaciones
URQUIA Grafía Euskaltzaindia: Urkia, Urquía, Urquilla, Urquiza, Urquijo, Urquiaga, Urkullo, Urquiola.   

## Historia
Urquía, como apellido de una familia fue documentado en España por primera vez, en el año de 1625.
El título de Caballero, los Urquía lo han ganado de parte de su Majestad Don Alfonso XI rey de Castilla, en la Batalla del Salado en Tarifa. El 30 de octubre de 1340 el brazo armado de la Familia Urquía bajo órdenes de Su Majestad Don Alfonso XI rey de Castilla, participaron en la “Batalla del Salado” donde obtuvieron una victoria frente a los temibles Moros, cerca de la costa de Tafira, luego la familia llegó hasta Castellón según el linaje de origen castellano de Valderrodilla, provincia de Soria y radicado en Ávila, Madrid y Jaén, de allí se desprende hasta las Islas Canarias y principalmente en Santa Cruz de Tenerife donde fundan su hogar los Urquía.

## Escudo de armas
Los escudos de armas de la casa Urquía consisten: 
- El primero: En una cruz floreteada de gules (color rojo), una banda de oro (símbolo de caballero y cruzada desde el hombro derecho al diestro) engolada en dragantes (2 dragones) de sinople (color verde, símbolo de fortaleza) y acompañada en lo alto de un brazo armado de plata con un puñal de plata y una guarnición de oro en la mano.
- El segundo: En campo de gules dos cabezas de lobo de oro goteando sangre. En oro, un avellano de sinople, frutado de oro, con un lebrel de argent atado al pie del tronco. Bordura de gules con ocho veneras de argent.

## Distribución del apellido
- En España existen 630 personas censadas con el apellido Urquía registrado, en total 689 que llevan el mismo. 
  - Es el 5859 apellido más frecuente de ese país y el mayor número de personas que lo llevan se encuentran en Guipúzcoa, País Vasco, con 243 registros, en Madrid 88, Las Palmas 61, Navarra 48, Barcelona 33, Vizcaya 28, Santa Cruz de Tenerife 19, Zaragoza 15, Málaga 12, Gerona 12 y por supuesto Granada 5.
- En Estados Unidos de América se encuentran 33 personas registradas con este apellido Urquía y aproximados 118 en el libro telefónico de registros como segundo apellido. Ocho son los estados de la unión americana en los cuales hay existencias de familiares, siendo Florida con 12 personas, California 5, Virginia 5, New Jersey 3, New York 3, Minnesota 2, Tennessee 2 y Oklahoma 1.
- También existen descendientes de los llamados indianos que tuvieron sus hijos en América, encontrándolos en: Argentina, Brasil, Colombia, Cuba, Chile, Ecuador, El Salvador, Guatemala, Honduras, México, Nicaragua, Perú, Puerto Rico, Uruguay y Venezuela.

## Personajes Urquía destacados
Véase una lista de muestra en Urquía (desambiguación)